# Reichskommissar für die Preisbildung
Der Reichskommissar für die Preisbildung war eine Einrichtung im NS-Regime, um die Sicherung volkswirtschaftlich gerechtfertigter Preise in der industriellen Produktion und im Handel durchzusetzen. Die rechtliche Grundlage für diese Einrichtung bildete das Gesetz über die Bestellung eines Reichskommissars für die Preisbildung vom 29. Oktober 1936 (RGBl. I, 1936, S. 927). Erstmals wurde eine solche Einrichtung in der Weimarer Republik am 10. Dezember 1931 geschaffen, wobei Carl Friedrich Goerdeler zum Reichskommissar für Preisüberwachung ernannt wurde.

## Institution und Kompetenz
Die Lohn- und Preisbildung war bereits von den Regierungen Brüning und Papen gutenteils an den Staat gezogen worden.
Dieser Reichskommissar fungierte als eine Dienststelle des Beauftragten für den Vierjahresplan Hermann Göring. Um Verfehlungen zu sanktionieren, wurde die Verordnung über Strafen bei Zuwiderhandlungen gegen Preisvorschriften vom 3. Juni 1939 (RGBl. I 1939, S. 999) erlassen. Diese Verordnung stattete den Reichskommissar mit Mitteln der Strafgewalt aus, die in der Folgezeit durch Ergänzungen laufend erweitert wurden. Die Strafen erstreckten sich von der Verhängung von Geldstrafen über die Schließung von Geschäften bis zu Gefängnisstrafen. Die besondere Machtkompetenz des Reichskommissars äußerte sich darin, dass seine Anordnungen für Gerichte und Verwaltungsbehörden bindenden Charakter hatten. Dies war ein deutlicher Ausdruck der Aufhebung der Gewaltenteilung und ein Aspekt der Willkür im NS-Regime.
Vertreter von Industrie und Handel drängten auf Ausnahmeregelungen. Bis 1940 wurden 7.000 Ausnahmen vom Preisstopp erlassen. Um Einfluss auf den Reichskommissar zu nehmen, wurde auf Initiative der Reichsgruppe Industrie, ein wöchentlicher jour fixe mit Vertretern der Wirtschafts- und Fachgruppen eingerichtet.
Trotz Preisüberwachung ist ein ordnungspolitischer Lohn- und Preisdirigismus des Staates überhaupt nicht nachweisbar. Nach André Steiner war Wagner von einer diktatorischen Rolle gegenüber der Wirtschaft weit entfernt. Eine totale Administration der Preise wäre nur möglich gewesen, wenn das Wirtschaftssystem vollständig zu einer Kommandowirtschaft umgestaltet worden wäre, daran wurde aber zu keinem Zeitpunkt gedacht.

## Zuständigkeit
Die Zuständigkeit des Reichskommissars erstreckte sich auf folgende Bereiche:
- die Festsetzung von Preisen
- die Überwachung der Einhaltung sämtlicher Preisvorschriften
- die Anordnung von Maßnahmen in der Form von Runderlassen, die im Interesse von volkswirtschaftlich gerechtfertigten Preisen erforderlich sind

Der letzte Punkt konnte z. B. eine Gewinnabschöpfung oder die Festlegung einer Reduzierung der produzierten Typen eines Produkts betreffen. Auch konnte er Maßnahmen zu einer zweckmäßigen Verteilung von Erzeugnissen anordnen. Falls solch eine Anordnung allerdings weite Bereiche der Volkswirtschaft betrafen, so konnten diese nur in Absprache mit dem Reichswirtschaftsministerium erlassen werden. Als die Rüstungsproduktion eine immer bedeutendere Rolle in der Industrie einnahm, untersagte der Reichswirtschaftsminister Walther Funk Anfang 1943 auch dem Reichskommissar für die Preisbildung, den Betrieben in Einzelfragen irgendwelche Anweisungen zu erteilen. In der Deutschen Allgemeinen Zeitung vom 6. April 1943 wurde diese neue Form der Beschränkung der Weisungen als Grundsatz des leeren Schreibtisches herausgestellt.

## Preisbildungsstellen
Grundlage der Tätigkeit des Reichskommissars waren die Resultate der Berichte der Preisbildungsstellen. Die eigentliche Verwaltungsarbeit zur Durchführung der Preisbestimmungen wurden den Einrichtungen der inneren Verwaltung übertragen. Die Preisbildungsstellen in Preußen wurden durch den Oberpräsidenten und den Stadtpräsidenten von Berlin gestellt, in den anderen Gebieten des Reiches waren es die obersten Landesbehörden. Ihre Aufgaben bestanden in der Bearbeitung der Veränderung des Preisstandes. Dabei gab es allerdings auch laufend Ausnahmegenehmigungen, allein im Sommer 1941 belief sich diese Zahl auf 7000. Der Reichskommissar hatte jedoch in allen Fällen und in besonderen Fällen das alleinige Recht auf die Preisfestlegung.

## Preisfestlegung
Die statistische Basis der Preisfestlegung ergab sich aus zwei Prozessschritten.
Der erste bestand in einer monatlichen Berichterstattung der Daten, die von den Gemeindeverwaltungen unter der Mitarbeit der Deutschen Arbeitsfront und des Deutschen Frauenwerks sowie den Vertretern der Organisationen des Handels und Handwerks übermittelt wurden. Der zweite ergab sich aus den zweimonatigen Lageberichten der Preisbildungsstellen. Diese Lageberichte sollten sich auch auf die Zusammenarbeit mit den statistischen Ämtern und den vorhandenen Daten des Statistischen Reichsamtes stützen.

## Preisüberwachung
Um die Einhaltung der Preisfestlegungen und der diesbezüglichen Maßnahmen zu überwachen, gab es ein Netz von Einrichtungen durch Beamte in Preußen, Bayern, Sachsen und im besetzten Sudetenland, die durch die Regierungspräsidenten gestellt wurden. In Berlin nahm diese Aufgabe der Polizeipräsident, in Hamburg der Reichsstatthalter wahr. In den anderen Gebieten des Reiches waren es die obersten Landesbehörden. Diese Beamten delegierten ihre Aufgaben teilweise wiederum an Oberbürgermeister, Landräte und dergleichen nachgeordnete Verwaltungsinstanzen. Alle diese Überwachungsstellen hatten aber auch die Funktion einer Meldestelle an den Reichskommissar, wenn Verstöße gegen die Preisfestlegungen und Maßnahmen ersichtlich waren.

## Preis- und Gewinnkontrollen
Zur Kontrolle der Preisfestlegungen bestand eine Pflicht zur Preisauszeichnung bei ausgelegten Waren im Handel. Bei anderen Handelsformen gab es die Vorschrift zur Führung von Preislisten. Zur Überprüfung von Gewinnspannen sollten die notwendigen Unterlagen geführt werden. Als zur Kriegsfinanzierung ab 1939 eine Gewinnabführung auf Produkte eingeführt wurde, übernahm diese Aufgabe auch der Reichskommissar. Ab 1941 ging diese Aufgabe an die Reichsfinanzverwaltung über.
Von Oktober 1936 bis Dezember 1941 nahm die Position des Reichskommissars Josef Wagner ein, danach ab 16. Januar 1942 Hans Fischböck. Das Organ zur Veröffentlichung der Anordnungen und Erlasse des Reichskommissars hieß Mitteilungsblatt des Reichskommissars für die Preisbildung.

## Reichskommissare
| Name (Lebensdaten)                   | Amtsantritt      | Ende der Amtszeit |
| ------------------------------------ | ---------------- | ----------------- |
| Reichskommissar für die Preisbildung |                  |                   |
| Carl Friedrich Goerdeler (1884–1945) | 5. November 1934 | 1. Juli 1935      |
| Josef Wagner (1899–1945)             | 29. Oktober 1936 | 9. November 1941  |
| Hans Fischböck (1895–1967)           | 16. Januar 1942  | 30. April 1945    |